# Ligue de diamant 2010 - 1 500 m féminin
Navigation
2011
Le 1 500 mètres féminin de la Ligue de Diamant 2010 s'est déroulé du 14 mai au 19 août 2010. La compétition a fait successivement étape à Doha, New York, Lausanne, Paris, Stockholm et Londres, la finale se déroulant à Zürich. L'épreuve est remportée par la Kényane Nancy Lagat, vainqueur de cinq courses en sept meetings.

## Calendrier
| Date            | Meeting                         | Ville     | Pays        |
| --------------- | ------------------------------- | --------- | ----------- |
| 14 mai 2010     | Qatar Athletic Super Grand Prix | Doha      | Qatar       |
| 12 juin 2010    | Meeting de New York             | New York  | États-Unis  |
| 8 juillet 2010  | Athletissima                    | Lausanne  | Suisse      |
| 16 juillet 2010 | Meeting Areva                   | Paris     | France      |
| 6 août 2010     | DN Galan                        | Stockholm | Suède       |
| 13 août 2010    | Aviva London Grand Prix         | Londres   | Royaume-Uni |
| 19 août 2010    | Weltklasse Zürich               | Zurich    | Suisse      |

## Résultats
| Date | Meeting   | 1er                              | 1er   | 2e                                       | 2e    | 3e                                 | 3e    |
| --- | --------- | -------------------------------- | ----- | ---------------------------------------- | ----- | ---------------------------------- | ----- |
| 14 mai 2010 | Doha      | Nancy Lagat 4 min 01 s 63        | 4 pts | Gelete Burka 4 min 02 s 16               | 2 pts | Siham Hilali 4 min 03 s 89         | 1 pt  |
| 12 juin 2010 | New York  | Nancy Lagat 4 min 01 s 60 (WL)   | 4 pts | Meseret Defar 4 min 02 s 00 (PB)         | 2 pts | Gelete Burka 4 min 03 s 35         | 1 pt  |
| 8 juillet 2010 | Lausanne  | Gelete Burka 3 min 59 s 28 (WL)  | 4 pts | Btissam Lakhouad 3 min 59 s 35 (NR)      | 2 pts | Nancy Lagat 4 min 00 s 13 (PB)     | 1 pt  |
| 16 juillet 2010 | Paris     | Anna Alminova 3 min 57 s 65 (WL) | 4 pts | Christin Wurth-Thomas 3 min 59 s 59 (PB) | 2 pts | Hind Dehiba 3 min 59 s 76 (NR)     | 1 pt  |
| 6 août 2010 | Stockholm | Nancy Lagat 4 min 00 s 70        | 4 pts | Anna Alminova 4 min 01 s 53              | 2 pts | Mimi Belete 4 min 01 s 64          | 1 pt  |
| 13 août 2010 | Londres   | Nancy Lagat 4 min 07 s 60        | 4 pts | Anna Alminova 4 min 08 s 82              | 2 pts | Lisa Dobriskey 4 min 09 s 07       | 1 pt  |
| 19 août 2010 | Zürich    | Nancy Lagat 4 min 01 s 01        | 8 pts | Gelete Burka 4 min 02 s 26               | 4 pts | Stephanie Twell 4 min 02 s 54 (PB) | 2 pts |
| Records et Performances - AR : Record continental (area record) - CR : Record des championnats (championship record) - MR : Record du meeting (meet record) - NR : Record national (national record) - OR : Record olympique (olympic record) - PR : Record paralympique (paralympic record) - PB : Record personnel (personal best) - SB : Meilleure performance personnelle de la saison (season's best) - WL : Meilleure performance mondiale de l'année (world leader) - WJR : Record du monde junior (world junior record) - WR : Record du monde (world record) Circonstances et Conditions - DNF : N'a pas terminé (did not finish) - DNS : N'a pas pris le départ (did not start) - DQ : Disqualification (disqualification) - NM : Aucun essai valable enregistré (No Mark) - Q : Qualifié « directement » au prochain tour (ou à la prochaine compétition), lors d'une compétition majeure, grâce au classement ou à la réalisation des minima (automatic qualifier) - q : Qualifié au prochain tour (ou à la prochaine compétition), lors d'une compétition majeure, grâce au repêchage ou à la réalisation de l'une des meilleures performances parmi celles des « non qualifiés directement » (grâce au meilleur temps ou à la meilleure distance par exemple) (secondary qualifier) |           |                                  |       |                                          |       |                                    |       |

## Classement général
| Rang | Athlète                               | Points |
| ---- | ------------------------------------- | ------ |
| 1    | Nancy Lagat                           | 25     |
| 2    | Gelete Burka                          | 11     |
| 3    | Anna Alminova                         | 8      |
| 4    | Stephanie Twell Christin Wurth-Thomas | 2      |
| 5    | Mimi Belete Lisa Dobriskey            | 1      |